# American Alpha
 (septembre 2021).
Palmarès
1 fois champions par équipe de la NXT
1 fois WWE SmackDown Tag Team Champions
American Alpha était une équipe de catcheurs composée de Jason Jordan et Chad Gable. Ils travaillaient à la World Wrestling Entertainment dans la division NXT puis ils travaillaient à la World Wrestling Entertainment dans la division SmackDown Live. American Alpha se sépare lorsque Jason Jordan rejoint le show dirigé par son père Kurt Angle (RAW).

## Carrière

### World Wrestling Entertainment (2015-2017)

#### WWE NXT (2015-2016)
Le 27 mai, Jason Jordan qui n'a plus d'équipier depuis la dissolution de son alliance avec Tye Dillinger annonce avoir trouvé un nouveau partenaire : Chad Gable. Ils remportent leur premier match le 15 juillet face à Elias Samson et Steve Cutler. Ils participent au tournoi Dusty Rhodes Tag Team Classic où ils éliminent Neville et Solomon Crowe au premier tour le 2 septembre avant de se faire sortir en demi finale par Rhyno et Baron Corbin le 7 octobre au cours de NXT Takeover: Respect,.
Le 16 mars 2016, ils deviennent challengers pour le championnat par équipe de la NXT après leur victoire face aux Vaudevillains. Ils deviennent champion le 1er avril au cours de NXT Takeover: Dallas en mettant fin au règne de The Revival.

#### Draft àSmackDown Live, champions par équipe deSmackDownet séparation (2016-2017)
Le 19 juillet à SmackDown Live, ils sont officiellement transférés au show bleu. Le 21 août lors du pré-show à SummerSlam, les Usos, les Hype Bros (Mojo Rawley et Zack Ryder) et eux battent l'Ascension (Konnor et Viktor), les Vaudevillains (Aiden English et Simon Gotch) et Breezango (Fandango et Tyler Breeze) dans un 12-Man Tag Team match. Deux soirs plus tard à SmackDown Live, ils effectuent leur premier match en battant Breezango (Fandango et Tyler Breeze) en quart de finale du tournoi, désignant les premiers champions par équipe de SmackDown. Le 6 septembre à SmackDown Live, ils battent les Usos en demi-finale du même tournoi. Mais après le combat, leurs adversaires effectuent un Heel Turn en les attaquant et en le blessant au genou. Blessé au genou, il doit s'absenter pendant deux à quatre semaines. Son partenaire et lui sont donc contraints de déclarer forfait pour Backlash, où ils seront remplacés par les jumeaux. Le 20 septembre à SmackDown Live, il effectue son retour de blessure aux côtés de son équipier, mais les deux hommes perdent face aux Samoans et ne deviennent pas aspirants n°1 aux titres par équipe de SmackDown à No Mercy.
Le 9 octobre lors du pré-show à No Mercy, les Hype Bros et eux battent l'Ascension et les Vaudevillains dans un 8-Man Tag Team match. Le 20 novembre aux Survivor Series, l'équipe SmackDown (les Usos, Breezango, Heath Slater, Rhyno, les Hype Bros et eux) perd face à celle de Raw (le New Day, Enzo Amore, Big Cass, The Bar, les Good Brothers et les Shining Stars) dans un 10-on-10 Traditional Survivor Series Man's Elimination Tag Team match. Le 27 décembre à SmackDown Live, ils deviennent les nouveaux champions par équipe de 'SmackDown en battant la Wyatt Family (Bray Wyatt et Randy Orton), Heath Slater, Rhyno et les Usos dans un Fatal 4-Way Tag Team match, remportant les titres pour la première fois de leurs carrières.
Le 12 février 2017 à Elimination Chamber, ils conservent leurs titres en battant les Usos et l'Ascension dans un Tag Team Turmoil match. Le 21 mars à SmackDown Live, ils perdent face aux jumeaux Samoans, ne conservant pas leurs titres et mettant fin à un règne de 84 jours.
Le 17 juillet à Raw, son désormais ex-partenaire rejoint officiellement le show rouge, Kurt Angle présentant ce dernier comme étant son fils, ce qui entraîne la séparation du duo.

## Palmarès
- NXT
  - 1 fois NXT Tag Team Champions

- World Wrestling Entertainment
  - 1 fois SmackDown Tag Team Champions